# جوليا باريتو
جوليا باريتو هي راقصة ومغنية وعارضة وممثلة فلبينية، ولدت في 10 مارس 1997 في ماريكينا في الفلبين.

## وصلات خارجية
- جوليا باريتو على موقع IMDb (الإنجليزية)
- جوليا باريتو على موقع قاعدة بيانات الفيلم (الإنجليزية)